# Деготля
Деготля — река в России, протекает в Оренбургской области, Пономарёвский район. Устье реки находится в 25 км по левому берегу реки Услы. Длина реки составляет 10 км.

## Данные водного реестра
По данным государственного водного реестра России относится к Камскому бассейновому округу, водохозяйственный участок реки — Дёма от истока до водомерного поста у деревни Бочкарёва, речной подбассейн реки — Белая. Речной бассейн реки — Кама.
Код объекта в государственном водном реестре — 10010201312111100024571.